# ملعب الصداقة
ملعب الصداقة هو ملعب متعدد الاستخدام يقع في مدينة كوتونو البينينية . غالبا ما يتم استخدامه لمباريات كرة القدم . يسع لجلوس 35 ألف متفرج . يعتبر الملعب الرسمي الذي يخوض فيه منتخب بنين مبارياته الدولية .